# 20 Cancri
20 Cancri (d¹ Cancri) é uma estrela na direção da Cancer. Possui uma ascensão reta de 08h 23m 21.87s e uma declinação de +18° 19′ 56.2″. Sua magnitude aparente é igual a 5.94. Considerando sua distância de 395 anos-luz em relação à Terra, sua magnitude absoluta é igual a 0.52. Pertence à classe espectral A9V.